# Duvalia caespitosa
Duvalia caespitosa ist eine Pflanzenart aus der Unterfamilie der Seidenpflanzengewächse (Asclepiadoideae).

## Merkmale
Die stammsukkulenten Triebe erreichen eine Wuchshöhe von bis zu 10 cm, bei einer Dicke von bis zu 2,2 cm. Sie sind oval bis zylindrisch, im Querschnitt vier- bis fünfkantig und dunkelgrün. Die Blättchen sind unscheinbar (etwa 2 mm).
Der 1 bis 2,5 cm lange Blütenstiel mit einer bis mehreren Blüten entspringt nahe der Triebbasis. Die Blüte riecht kräftig nach Kot. Die fünf Kelchblätter messen 2 bis 6 mm in der Länge. Die Blütenkrone hat einen Durchmesser von 2 bis 3,5 cm. Sie ist rotbraun, schokoladenbraun, braunviolett bis purpurfarben, selten auch einmal hellbraun. Die (freien) Blütenkronzipfel sind bis 15 mm lang und an der Basis bis 9 mm breit. Die Lamina ist völlig umgeschlagen, die Ränder sind an der Basis oder auf der gesamten Länge behaart. Die Haare sind einfach (etwa 0,4 mm lang) oder auch keulig (bis 2,6 mm lang). Der Annulus ist rundlich bis abgerundet fünfeckig, basal etwas eingeschnürt. Er misst 7 bis 11 mm im Durchmesser und ist 2 bis 5 mm hoch. Er ist oft gefleckt und meist mit Papillen oder Haaren besetzt. Die 5 bis 7 mm im Durchmesser erreichende Nebenkrone ist gelb bis rotbraun gefärbt mit einem runden bis abgerundet fünfeckigen Diskus. Die staminalen Nebenkronenzipfel sind gerundet quadratisch oder rechteckig (1,5 bis 2,2 mm × 1,5 bis 2,5 mm).
Die Balgfrüchte sind spindelförmig und 6 bis 17 Zentimeter lang. Die Samen messen 4 bis 6 mm in der Länge und 3 mm in der Breite.
Die Chromosomenzahl beträgt 2n = 44.

## Vorkommen
Duvalia caespitosa kommt in den Provinzen Nordkap, Westkap, Ostkap und Freistaat der Republik Südafrika vor. Es ist also ein Florenelement der Capensis.

## Taxonomie
Derzeit werden von Duvalia caespitosa zwei Varietäten unterschieden:
- Duvalia caespitosa (Masson) Haw. var. caespitosa
- Duvalia caespitosa var. compacta (Haworth) Meve: Die Triebe sind etwas kompakter, die Blütenstände setzen nahe der Triebspitze an, die Blütenkrone ist im Durchschnitt etwas kleiner. Duvalia caespitosa var. compacta ist auf das Winterregengebiet der Provinz Westkap beschränkt.